# Соколовка (Косовский район)
Соколо́вка (укр. Соколівка) — село в Косовской городской общине Косовского района Ивано-Франковской области Украины.
Население по переписи 2001 года составляло 2193 человека. Занимает площадь 16,912 км². Почтовый индекс — 78650. Телефонный код — 03478.